# レイモンド・L・ワトソン
レイモンド・L・ワトソン（Raymond L. Watson, 1926年10月4日 - 2012年10月20日）は元ウォルト・ディズニー・カンパニー代表取締役会長。
2012年10月20日、パーキンソン病の合併症のために死去。86歳没。

## 職歴
- 1973年 - ウォルト・ディズニー・カンパニーに入社。
- 1983年 - ウォルト・ディズニー・カンパニー代表取締役会長。
- 1984年9月 - 会長職を辞任。
- 2004年 - 退職。

## 製作に携わった作品
| アメリカ公開年 日本公開年   | 邦題 原題                     | 担当     | 備考 |
| --------------------------- | ----------------------------- | -------- | ---- |
| 1985年7月24日 1986年7月19日 | コルドロン The Black Cauldron | 製作代表 |      |